# Erich Wilhelm Sartor
Erich Wilhelm Sartor (* 29. Dezember 1909 in Köln; † 25. Dezember 1986 in Trier) war ein deutscher Unternehmer und Politiker (FDP).

## Leben
Nach dem Besuch der Volksschule und der Mittleren Reife am Humboldt-Gymnasium Köln absolvierte Sartor ab 1927 eine kaufmännische Lehre bei der Stollwerck AG in Köln, die er 1930 mit der Gehilfenprüfung abschloss. Im Anschluss war er zunächst als Angestellter und ab 1931 als Handelsvertreter für Stollwerck tätig. Von 1940 bis 1942 besaß er die Leitung über das Baugeschäft seiner Schwiegereltern in Trier. Von 1942 bis 1945 nahm er als Soldat am Zweiten Weltkrieg teil, zuletzt als Unteroffizier. Bei Kriegsende geriet er in britische Gefangenschaft.
Nach der Entlassung aus der Kriegsgefangenschaft war Sartor ab 1945 Teilhaber der Firma Sartor & Engel OHG in Trier. Das Unternehmen betrieb ein Gipswerk und einen Baustoffhandel.
Sartor trat 1933 in die NSDAP ein. Er war von 1933 bis 1934 Mitglied des Nationalsozialistischen Kraftfahrkorps, von 1933 bis 1945 Mitglied der Deutschen Arbeitsfront und von 1934 bis 1945 Mitglied der Nationalsozialistischen Volkswohlfahrt.
1946 schloss er sich der Liberalen Partei an und ab 1947 war er Mitglied der FDP in Rheinland-Pfalz. 1952 wurde er zum Vorsitzenden des FDP-Kreisverbandes Trier gewählt. Dem Rheinland-Pfälzischen Landtag gehörte Sartor vom 1. Juni 1955, als er für den ausgeschiedenen Abgeordneten Josef Dohr nachrückte, bis zu seiner Mandatsniederlegung am 31. Oktober 1956 an.